# 马德杜尔
马德杜尔（Maddur），是印度卡纳塔克邦Mandya县的一个城镇。总人口26456（2001年）。

## 人口
该地2001年总人口26456人，其中男性13387人，女性13069人；0—6岁人口3104人，其中男1594人，女1510人；识字率68.17%，其中男性为72.75%，女性为63.49%。